# Fronteira Bélgica–França
A fronteira entre Bélgica e França é a linha que limita os territórios da Bélgica e da França. É uma linha em território bastante plano, não seguindo nenhum elemento natural, com a exceção de um pequeno trecho do rio Lys entre Houplines e Menen. 